# Pseudoseisura
Pseudoseisura és un gènere d'ocells de la família dels furnàrids (Furnariidae) que agrupa espècies natives d'Amèrica del sud on es distribueixen des del nord-est del Brasil, est de Bolívia, nord del Paraguai i sud-oest del Brasil fins a Uruguai i el centre i oest d'Argentina.

## Descripció i hàbitat
Són grans furnàrids marrons, mesuren entre 23 i 26 cm de longitud. La majoria amb prominents crestes peludes. Habiten zones primàriament al·lopàtriques en terrenys oberts i semioberts a l'est i sud d'Amèrica del Sud. Són coneguts pel cant estrident i perllongat i pels enormes i visibles nius fets de branquetes.

## Etimologia
El nom genèric Pseudoseisura es compon de les paraules del grec antic «ψευδος pseudos» que significa fals, i «σεισουρα seisoura», ocell, esmentada per Hesiquio i posteriorment identificada com les cueretes del gènere Motacilla del Vell Món, significant fals Motacilla.

## Taxonomia
L'espècie Pseudoseisura unirufa era abans considerada una subespècie de P. cristata, però Zimmer & Whittaker (2000) van presentar evidències per considerar P. unirufa com a espècie separada.
Segons la Classificació del Congrés Ornitològic Internacional (versió 14.2, 2024) aquest gènere està format per 4 espècies:
- catxolot rogenc - (Pseudoseisura cristata).
- catxolot crestagrís - (Pseudoseisura unirufa).
- catxolot bru - (Pseudoseisura lophotes).
- catxolot gorjablanc - (Pseudoseisura gutturalis).

### Espècie fòssil
†Pseudoseisura cursor  (Toni & Noriega 2001), del Plistocè d'Argentina.